# Попов Валентин Петрович
Попов Валентин Петрович (29 квітня 1894 року — 6 вересня 1976 року) — український радянський агрометеоролог, кліматолог, доктор географічних наук, професор Київського університету імені Тараса Шевченка.

## Біографія
Народився 29 квітня 1894 року в Рильську Курської губернії Російської імперії. Навчався у Київському університеті у 1913–1915 роках та у Московському університеті у 1916–1918 роках. У 1944-1953 рр. керував Київською геофізичною обсерваторією гідрометслуби України. Також працював у Київському державному університеті  з 1948 по 1952 роки керівником відділу фізичної географії науково-дослідного інституту географії, з 1952 року професор кафедри метеорології та кліматології географічного факультету, у 1953–1974 роках завідувач кафедри. Докторська дисертація з теми «Баланс вологи в ґрунті і його географічні коефіцієнти» захищена у 1943 році. Читав курси: «Кліматологія», «Метеорологія». Сфера наукових досліджень: проблеми фізико-географічного районування України, питання агрометеорології, агрокліматології. Винайшов ґрунтовий випарник-лізиметр у 1940 році; холодильник для проморожування озимих культур; розсувний вегетаційний будиночок для вивчення витрат води на транспірацію рослин.

## Нагороди і відзнаки
Учасник бойових дій у Другій світовій війні. Нагороджений медаллю «За Перемогу над Німеччиною у Великій Вітчизняній війні 1941–1945 рр.».

## Наукові праці
Автор понад 50 наукових праць. Основні праці:
1. (рос.) Методика и материалы по изучению почвенной влаги: Монография. — К., 1932.
2. (рос.) Баланс влаги в почве и показатели сухости климата УССР: Монография. — К., 1944.
3. (рос.) Физико-географическое районирование Украинской ССР: Монография. — К., 1968.
4. (рос.) Климат и агроклиматическое районирование УССР и СССР / Национальный атлас. — К., 1972. Том І (у співавторстві).